# 蒼い空を望むなら
「蒼い空を望むなら」（あおいそらをのぞむなら）は、愛乙女★DOLLの4枚目のインディーシングル。2013年12月18日にアクアルナ・エンターテイメントから発売された。

## 概要
前作「Paradise in the summer」から6ヶ月ぶりとなる2013年第3弾シングル。通常盤に加えて初回限定版として各メンバージャケット盤（愛迫みゆジャケット 初回限定盤）、（岩崎夢生ジャケット 初回限定盤）、（芦崎麻耶ジャケット 初回限定盤）、（佐野友里子ジャケット 初回限定盤）、（都築かなジャケット 初回限定盤）、（ハルナジャケット 初回限定盤）の計7形態で発売。チャート成績は、前作で記録したデイリーチャート1位入りは逃したものの、デイリーチャート4位、週間チャートは9位で前作に続き2作連続TOP10入り。初動売上1.9万枚と自己最高初動売上を記録した。

## 収録曲
1. 蒼い空を望むなら
作詞・作曲：SHUN
編曲：SHUN、Monotone
2. 虹を見たか
作詞：まい
作曲・編曲：CHEEBOW
3. 蒼い空を望むなら(Instrumental)
4. 虹を見たか(Instrumental)